# Lingue finniche del Volga
Le lingue finniche del Volga, definite anche volgaiche, sono un sottogruppo delle lingue uraliche, le lingue dei finnici del Volga. Il gruppo include la lingua mari (anteriormente Cheremis) e le lingue mordvine, le quali comprendono rispettivamente la mokša e la erza. Le lingue estinte (che si ipotizza siano state finniche-volgaiche) includono le lingue merya, mescera e muroma.
La volgaica, insieme alla lingua balto-finnica e alle lingue sami forma il gruppo delle lingue finno-volgaiche del ramo finno-permico le quali si pensa che si siano separate dalle lingue permiche intorno al III millennio a.C.
Si suppone che la volgaica stessa si sia differenziata in varie diramazioni intorno al 1200 a.C.